# Mad Love (1935)
Mad Love, ook uitgebracht als The Hands of Orlac, is een Amerikaanse horrorfilm van de Duitse immigrant Karl Freund uit 1935. Het is een verfilming van Les Mains d'Orlac, een roman uit 1920 van Maurice Renard. Mad Love was de laatste film die Freund regisseerde en het Amerikaanse filmdebuut van Peter Lorre, die de psychopaat Dr. Gogol speelt.
Mad Love was niet de eerste verfilming van de roman. Dit was Orlacs Hände (1924), een Oostenrijkse stomme film van Robert Wiene, met Conrad Veidt als de pianist.

## Plot
Het verhaal van Mad Love speelt zich af in Parijs. De chirurg dr. Gogol (Peter Lorre) is verliefd op de actrice Yvonne Orlac (Frances Drake), echtgenote van de gevierde pianist Stephen Orlac (Colin Clive). Stephen verliest zijn handen bij een treinongeluk, waarop Gogol ze vervangt door die van een geëxecuteerde messenwerper. Hij doet er vervolgens alles aan om de liefde van Yvonne te winnen.

## Cast
| Acteur        | Personage                          |
| ------------- | ---------------------------------- |
| Peter Lorre   | Dr. Gogol                          |
| Frances Drake | Yvonne Orlac                       |
| Colin Clive   | Stephen Orlac                      |
| Ted Healy     | Reagan                             |
| Sara Haden    | Marie, Yvonne's dienstmeid         |
| Edward Brophy | Rollo de messenwerper              |
| Henry Kolker  | Rosset                             |
| Keye Luke     | Dr. Wong                           |
| May Beatty    | Françoise, Gogols dronken huisbaas |

## Productie
Guy Endore schreef een eerste grove adaptatie van Les Mains d'Orlac en scenarioschrijver John L. Balderston begon op 24 april 1935 met het schrijven van het script. Hij instrueerde Peter Lorre om vooral zijn "M-look" in te zetten, waarmee hij refereerde aan M – Eine Stadt sucht einen Mörder, de film waarmee Lorre in 1931 doorbrak.
De opnames startten op 6 mei 1935, met Chester Lyons als cinematograaf. Lorre werd voor zijn rol kaalgeschoren. Drie weken na de aanvang van de opnames was het definitieve script gereed. Op 22 mei 1935 werd aangekondigd dat de film zou uitkomen als The Hands of Orlac. Ook was The Mad Doctor of Paris voorgesteld, maar Metro-Goldwyn-Mayer besloot uiteindelijk tot de titel Mad Love.
De opnames werden op 8 juni voltooid, een week over schema. MGM liet ongeveer vijftien minuten van de eerste versie verwijderen, waaronder de scène waarin Rollo's handen worden geamputeerd, een kijkerswaarschuwing die vooraf ging aan de begintitels en heel Isabel Jewells karakterschets van Marianne.

## Ontvangst
Op 12 juli ging Mad Love in de Verenigde Staten in première. In Groot-Brittannië verscheen de film op 2 augustus 1935 als Hands of Orlac. De film werd in beide landen matig ontvangen, maar de critici prezen Lorre's acteerwerk. Het tijdschrift Time noemde de film "compleet verschrikkelijk", maar vond Lorre "perfect gecast". Gregory William Mank schreef in The Hollywood Reporter: "Lorre triomfeert geweldig in een karakterisering van pure gruwel. Er is waarschijnlijk niemand die zo walgelijk en zo volkomen slecht kan zijn."
In de Verenigde Staten bracht de film $170.000 op, en in het buitenland $194.000. Meer recente reviews van Mad Love zijn over het algemeen positiever.